# Felix Dupanloup
Felix Dupanloup (1802 - 1878) a fost un om politic , episcop catolic francez care a susținut fervent poziții conservatoare în favoarea Papalității în decursul unei cariere excepțional de intensă. A fost ales membru al Academiei Franceze în 1854.
1. ↑  Félix, Philibert Dupanloup, base Sycomore, accesat în 9 octombrie 2017
2. 1 2  Felix Antoine Philibert Dupanloup, Encyclopædia Britannica Online, accesat în 9 octombrie 2017
3. 1 2 3 4 5 6 7  Autoritatea BnF, accesat în 10 octombrie 2015
4. 1 2  Félix Dupanloup, Roglo
5. 1 2  Félix Dupanloup, GeneaStar
6. ↑  Félix Dupanloup, annuaire prosopographique: la France savante, accesat în 9 octombrie 2017
7. ↑  Catholic-Hierarchy.org, accesat în 17 octombrie 2020
8. ↑  CONOR.SI[*] Verificați valoarea |titlelink= (ajutor)
9. ↑  Baza de date Léonore, accesat în 31 octombrie 2019